# Escola Superior de Educação de Coimbra
A Escola Superior de Educação de Coimbra (ESEC) é uma unidade orgânica do Politécnico de Coimbra - IPC que desenvolve a sua actividade formativa, prioritariamente, nas áreas da Educação, Artes e Multimédia e Comunicação e Turismo, procurando, por um lado, alargar o seu âmbito de intervenção na Região Centro em que se insere, e por outro impor-se enquanto escola de referência no país. Para alcançar estes objectivos as novas áreas de formação desempenham cada vez mais um papel primordial face ao conjunto de formação ministrada na Escola.
É com base neste pressuposto que a ESEC, desde 1999, tem procurado aumentar o número e a diversidade dos cursos que ministra. Disponibiliza dezasseis cursos de Formação Inicial, designadamente cursos de 1º ciclo (licenciatura), com a duração de 3 anos lectivos (6 semestres): Animação Socioeducativa, Arte e Design, Comunicação e Design Multimédia, Comunicação Social, Comunicação Organizacional, Desporto e Lazer, Educação Básica, Gastronomia, Gerontologia Social, Língua Gestual Portuguesa, Música, Teatro e Educação e Turismo. Os cursos de Animação Socioeducativa, Comunicação Organizacional e Turismo funcionam quer em regime diurno, quer em regime pós-laboral.
A ESEC oferece um conjunto de Mestrados (formação de 2º ciclo), que correspondem às necessidades de formação quer dos seus ex-alunos quer de profissionais que intervêm nos domínios específicos de formação da ESEC: Comunicação Social- Novos Media, Educação de Adultos e Desenvolvimento Local, Educação e Lazer, Educação Especial, Educação para a Saúde, Educação Pré-Escolar; Educação Pré-Escolar e 1º CEB; Ensino de Língua Gestual Portuguesa, Ensino do 1º CEB e de Matemática e Ciências Naturais no 2º CEB, Ensino do 1º CEB e de Português e História e Geografia de Portugal no 2º CEB, Gerontologia Social, Jogo e Motricidade na Infância, Marketing e Comunicação (Especialização Comunicação de Marketing) e Turismo de Interior – Educação para a Sustentabilidade.
A ESEC aposta ainda na concretização de parcerias, disponibilizando dois Mestrados em colaboração com duas escolas do Instituto Politécnico de Coimbra, nomeadamente: Mestrado em Educação para a Saúde (em parceria com Escola Superior de Tecnologia da Saúde de Coimbra) e Marketing e Comunicação (em parceria com a Escola Superior de Tecnologias e Gestão de Oliveira do Hospital). 
A ESEC é também promotora de cursos de formação contínua, pós-graduada e especializada em Educação Especial: Formação Especializada em Educação Especial - Domínio Cognitivo e Motor e Formação Especializada em Educação Especial - Domínio de Intervenção Precoce na Infância. 
As duas Formações Especializadas também funcionam como Pós-graduações e a oferta formativa de Pós-graduações integra ainda  ESEC têm ainda as Pós-graduações em Atividade Física e Brincar na Infância, Educação de Adultos e Desenvolvimento Local, Educação e Lazer; Gestão Integrada de Destinos Turísticos e Gestão Turística e Hoteleira.
Em 2019 foi criada a Knowledge Factory – Language and Culture School que promove formação de curta duração aberta à comunidade. Através da Knowledge Factory são ministrados na ESEC cursos livres de línguas (Alemão, Espanhol, Francês, Língua Gestual Portuguesa, Holandês,                    Inglês, Italiano, Mandarim e Português para Estrangeiros, estruturados de acordo com o Quadro Europeu Comum de Referência para as Línguas. 

## Resenha Histórica
Dão lugar às Escolas Superiores de Educação na sequência do Decreto – Lei 513-T/79, de 26 de Dezembro, sendo no edificio da antiga Escola do Magistério Primário que funciona a actual Escola Superior de Educação de Coimbra. Sob a presidência da Drª Maria Alice Nobre Gouveia a Comissão instaladora lança, no ano lectivo de 1985/86, as suas primeiras actividades de formação, com o projecto de Formação em Serviço de Professores do Ensino Básico e Secundário.
Com a publicação em Diário da República da Portaria nº 572/87, de 8 de Julho, na qual se aprovam os planos de estudos dos cursos de bacharelato em Educação Pré-Escolar e as variantes de Português-Francês e de Educação Musical dos cursos de Professores do Ensino Básico (1º e 2º ciclo), a Escola Superior de Educação de Coimbra inicia o seu primeiro ano lectivo em 1987/88.

### O Período de Instalação
Breves notas do periodo de instalação até à tomada de posse do primeiro conselho diretivo:
- A 6 de Agosto de 1985 a Comissão Instaladora toma posse.
- A primeira reunião do Conselho Científico ocorreu a 18 de Abril de 1986.
- A primeira abertura solene das aulas realizou-se a 18 de Janeiro de 1988
- Em Março de 1988 faleceu a Drª Maria Alice Nobre Gouveia
- A tomada de posse do primeiro Conselho Directivo a 29 de Julho de 1997, eleito pela Assembleia de Representantes a 24 de Julho desse mesmo ano, marcou o fim do período de instalação.

## Cursos de Formação
| Licenciaturas - Animação Socioeducativa - Animação Socioeducativa (Pós-Laboral) - Arte e Design - Comunicação e Design Multimédia - Comunicação Organizacional - Comunicação Organizacional (Pós-Laboral) - Comunicação Social - Desporto e Lazer - Educação Básica - Estudos Musicais Aplicados - Gastronomia - Gerontologia Social - Língua Gestual Portuguesa - Teatro e Educação - Turismo - Turismo (Pós-Laboral) | Mestrados - Comunicação Social - Novos Media - Educação de Adultos e Desenvolvimento Local - Educação e Lazer - Educação Especial - Educação para a Saúde - Educação Pré-Escolar - Educação Pré-Escolar e Ensino do 1ºCEB - Ensino da Língua Gestual Portuguesa - Ensino do 1º CEB e de Matemática e Ciências Naturais no 2º CEB - Ensino do 1º CEB e de Português e História e Geografia de Portugal no 2º CEB - Gerontologia Social - Jogo e Motricidade na Infância - Marketing e Comunicação - Turismo de Interior - Educação para a Sustentabilidade | Formação Pós-graduada - Atividade Física e Brincar na Infância - Educação de Adultos e Desenvolvimento Local - Educação e Lazer - Educação Especial - Domínio Cognitivo e Motor - Educação Especial - Domínio da Intervenção Precoce na Infância - Gestão Integrada de Destinos Turísticos - Gestão Turística e Hoteleira - Guias Regionais da Região Centro Formação Especializada - Educação Especial - Domínio Cognitivo e Motor - Educação Especial - Domínio da Intervenção Precoce na Infância |